# Phước Vân
Phước Vân là một xã thuộc huyện Cần Đước, tỉnh Long An, Việt Nam.

## Địa lý
Xã Phước Vân nằm ở phía tây bắc huyện Cần Đước, có vị trí địa lý:
- Phía đông giáp các xã Long Khê và Long Hòa
- Phía tây giáp các xã Long Cang và Long Định
- Phía nam giáp xã Long Sơn
- Phía bắc giáp huyện Bến Lức.

Xã có diện tích 11,81 km², dân số năm 1999 là 8.856 người, mật độ dân số đạt 750 người/km².

## Hành chính
Xã Phước Vân được chia thành 5 ấp: 1, 2, 3, 4, 5.